# Oribotritia africana
Oribotritia africana är en kvalsterart som beskrevs av František Starý 1993. Oribotritia africana ingår i släktet Oribotritia och familjen Oribotritiidae. Inga underarter finns listade i Catalogue of Life.